# Adolf Kratzer
Adolf Kratzer (* 16. Oktober 1893 in Günzburg a. d. Donau; † 6. Juli 1983 in Münster) war ein deutscher Theoretischer Physiker, der Beiträge zur Atomphysik und Molekularphysik lieferte und als Autorität auf dem Gebiet der Molekülspektroskopie galt.

## Leben

### Schule und Studium
Adolf Kratzer war Sohn des Seifensiedemeisters August Kratzer, wuchs gut situiert mit seinen Schwestern auf und besuchte von 1899 bis 1903 die Volksschule in Günzburg. Anschließend war er nach bestandener Prüfung bis zu seinem Abitur 1912 am Königlichen humanistischen Gymnasium Günzburg. In Mathematik dokumentiert sein Abiturzeugnis ein hervorragend und gibt als geheime Zensur an, dass Kratzer „ein sehr bescheidener, dabei sehr strebsamer und, besonders für die Mathematik, hochbegabter junger Mann, der zu den besten Hoffnungen berechtigt“ sei.
Von 1912 bis 1914 studierte er Maschinenbau an der Technischen Hochschule München (heute Technische Universität München). Durch Arnold Sommerfeld beeinflusst, besuchte er zusätzlich Vorlesungen in Mathematik und Physik an der Universität München.

### Kriegsdienst
Mit den Kriegserklärungen 1914 meldete sich Kratzer sofort freiwillig zum Kriegsdienst. Im August 1914 wurde er eingezogen. 1915 erlitt er in den Vogesen einen Kehlkopfdurchschuss, welcher ihn zeitlebens stimmlich einschränkte und seine Stimme heiser, kratzig klingen ließ. Er nutzte die Genesungszeit in München für die Wiederaufnahme seines Studiums an der Technischen Hochschule, besuchte aber hauptsächlich die Vorlesungen von Sommerfeld an der Universität München. Seinen Militärdienst setzte er Ende 1916 fort. Er wollte eigentlich an die vorderste Front zurückkehren, wurde aber als Photogrammeter eingesetzt. Er gibt aber trotzdem an, dass er bis 1918 „mindestens je 2 Monate aus dienstlichem Anlaß im Kriegsgebiet“ war. Kratzer geriet nicht in Kriegsgefangenschaft und wurde Ende 1918 als ausgezeichneter Unteroffizier entlassen.

### Weiterstudium und Promotion
Er setzte sein Studium nun an der Universität München fort und wurde direkt Privatassistent bei Arnold Sommerfeld. Im Oktober 1919 folgte die Lehramtsprüfung in den Fächern Mathematik und Physik.
1920 erhielt er den Doktorgrad der Philosophie nach seiner Dissertation über Band-Spektren von Molekülen, was er sich thematisch durch die Tätigkeit bei Sommerfeld erarbeitet hatte.

### Assistentenzeit bei Sommerfeld
In München wurde Kratzer anschließend Sommerfelds Mitarbeiter. Während dieser Zeit erweiterte Kratzer die Theorie der diatonischen Molekular-Spektroskopie durch Einbeziehen anharmonischer Kräfte zwischen den Atomkernen, wodurch sich die Schwingungsfrequenzen änderten. Sommerfeld stellte hin und wieder seinem Kollegen, dem Mathematiker David Hilbert an der Universität Göttingen, fähige Mitarbeiter als persönliche Assistenten zur Verfügung. Kratzer war 1920/1921 zur Unterstützung von David Hilbert als außerplanmäßiger Assistent gemeinsam mit Paul Bernays in Göttingen und fertigte u. a. die Vorlesung Mechanik und neue Gravitationstheorie für Hilbert an, welche im Sommersemester 1920 erstmals gehalten wurde. Nach seiner Rückkehr nach München wurde Kratzer Privatdozent und hielt seine erste Vorlesung im Wintersemester 1921/1922. In dieser Zeit lernte er Werner Heisenberg kennen, der auch ein Schüler von Sommerfeld war.
Auf der Grundlage seiner Habilitationsarbeit erschien 1922 die detaillierte Analyse Kratzers über Cyanid-spektroskopische Bänder. Seine Analyse führte zur Einführung von halb-integralen Quanten-Zahlen zur Bewertung der molekularen Rotation.

### Professur in Münster
1922 wurde er, da Paul Peter Ewald abgelehnt hatte, als Ordinarius für theoretische Physik an die Westfälische Wilhelms-Universität in Münster als Nachfolger für Erwin Madelung berufen und mit dem Aufbau einer Arbeitsgruppe betraut. Einen zeitgleich eingehenden Ruf an die Universität Tübingen hatte er abgelehnt.
An der Universität Münster lieferte Kratzer Beiträge zur Quantenmechanik und wurde eine Autorität auf dem Gebiet der Molekülspektroskopie. 1922 beschrieb er die Rotationsenergiezustände zweiatomiger Moleküle anhand einer Formel, welche später durch Kemble und Heisenberg bestätigt wurde. 1926 wurden von Fues auf dem Stuttgarter Physikertreffen die Arbeiten von Kratzer vorgestellt, welche er um 1920 bei Sommerfeld durchgeführt hatte.
Kratzer veröffentlichte eine Reihe von Büchern über Physik, auf der Grundlage seiner Vorlesungen über Elektrodynamik, Mechanik, Optik, Relativitätstheorie, Thermodynamik und Quantenmechanik (Wellenmechanik). Über transzendente Funktionen schrieb er ein Buch gemeinsam mit Walter Franz, einem anderen Sommerfeld-Schüler und Kratzers späterem Nachfolger auf dem Lehrstuhl für theoretische Physik in Münster. Das Kratzer-Potenzial, eine zentrale Kraft in der molekularen Physik, wurde nach ihm benannt.
Obwohl Kratzer keiner NS-Organisation angehörte und sich durchaus kritisch, distanzierend äußerte, wurde er aufgrund seiner Integrität von 1937 bis 1942 Fakultätsdekan und ab 1943 Prorektor der Universität Münster. 1942 hatte Kratzer sein Amt als Dekan niedergelegt und war der Empfehlung von Behnke gefolgt, auf Basis seines Buches Mathematik für Physiker und Ingenieure im Rahmen des Literaturprogramms des Reichsforschungsrates ein Buch zur spezifischen Anwendung der Theorien zu schreiben.
Die britische Militärregierung bestätigte ihn unmittelbar als Prorektor. Gemeinsam mit dem Rektor Georg Schreiber erreichte er, dass die weitgehend zerstörte Universität bereits Ende 1945 wieder eröffnet wurde. Von 1945 bis 1946 gehörte er als Mitglied gemeinsam mit Behnke und dem Rektor Schreiber dem Informationsausschuss (Entnazifizierungsausschuss) an.
Mehr als 30 Jahre lang widmete er sich intensiv der Studentenförderung: Er war einer der „Väter“ des Honnefer Modells. 1951 musste aufgrund einer misslungenen Krebsbestrahlung eine Unterschenkelamputation vorgenommen werden und Kratzer ging danach mit einer Prothese. Bei der Emeritierung 1962 im Alter von 69 Jahren wurde er Ehrensenator der Universität und erhielt das Große Bundesverdienstkreuz (20. Oktober 1962).
Adolf Kratzer war verheiratet und hatte Kinder.

## „Ausbildungsnetzwerk“ der Physiker
Zu dieser Zeit gab es drei Entwicklungszentren für Quantenmechanik und die Interpretation der atomaren und molekularen Struktur, auf der Grundlage von atomarer und molekularer Spektroskopie, insbesondere dem Bohr-Sommerfeldschen Atommodell: das Institut für Theoretische Physik an der Universität München unter Arnold Sommerfeld, das Institut für Theoretische Physik an der Universität Göttingen unter Max Born und das Institut für Theoretische Physik an der Universität Kopenhagen unter Niels Bohr. Diese drei Institute bildeten eine wirkungsvolle Gemeinschaft für den Austausch von Mitarbeitern und Forschern. Indem Sommerfeld fähige Physiker wie Kratzer und andere ausbildete, wurden diese beim Ruf an andere Einrichtungen zu wirkungsvollen Außenstellen des Sommerfeld-Instituts für Theoretische Physik. Dies traf besonders auf Kratzer zu, der nach Münster ging, und auf Sommerfelds ehemaligen Studenten Paul Peter Ewald, der einem Ruf an die Technische Hochschule Stuttgart folgte.

## Schüler (Auswahl)
- 1938: Hans Hermes
- 1952: Werner Peters

## Werke (Auswahl)

### Bücher
- Mathematik für Physiker und Ingenieure. Akad. Verlagsges. Becker & Erler Kom.-Ges., Leipzig 1941.
- mit Walter Franz: Transzendente Funktionen. Geest & Portig, Leipzig 1960.

### Veröffentlichungen
- Die ultraroten Rotationsspektren der Halogenwasserstoffe. In: Zeitschrift für Physik. Band 3, 1920. (Erstpublikation nach der Dissertation)
- Die Gesetzmäßigkeiten der Bandensysteme. In: Annalen der Physik. 372/67, 1922.
- Die Feinstruktur einer Klasse von Bandenspektren. In: Annalen der Physik. 376/71, 1923.
- Die Gesetzmäßigkeiten in den Bandenspektren. In: Enzyklopädie der math. Wissenschaften. Band V, 1925.
- Die Grobstruktur der Bandenspektren. In: Probleme der modernen Physik. Sommerfeld-Festschrift. Hirzel, Leipzig 1928.
- Grundlagenprobleme der Wahrscheinlichkeitsrechnung. In: Mathematisch-Physikalische Semesterberichte zur Pflege des Zusammenhangs von Schule und Universität. Bd. 7, 1935.
- Das Planck’sche Wirkungsquantum. In: Mathematisch-Physikalische Semesterberichte zur Pflege des Zusammenhangs von Schule und Universität. Neue, von Vandenhoeck & Ruprecht publizierte Folge, 1. Band, 1950.
- Das Bild in der Physik. In: Studium Generale: Zeitschrift für interdisziplinäre Studien. 9, 1956.
- Mathematik als Sprache der Physik. In: Phys. Blätter. 20, 1964.

### Mitautorenschaft
- gemeinsam mit Paul Peter Ewald und L. Citron: Über die Kontrolle von Kristallstrukturen durch Laueaufnahmen. In: Verh. d. Deutschen Physikalischen Gesellschaft. 1, 1920.

### Vorlesungen
- Vorlesung: Theorie der Wärmestrahlung, 1922
- Vorlesungen über Optik. Freie Mathematische Fachschaft, 1931
- Vorlesungen über Mechanik. Mathematische Arbeitsgemeinschaft, 1932
- Vorlesungen über Thermodynamik. Aschendorff, 1947
- Vorlesungen über Elektrodynamik. Aschendorff, Münster/Westf. 1949
- Einführung in die Wellenmechanik. Aschendorff, Münster/Westf. 1954
- Relativitätstheorie. Aschendorff, Münster/Westf. 1956
- Vorlesungen über Optik. Aschendorff, Münster/Westf. 1959
- Vorlesungen über Thermodynamik. Aschendorff, Münster/Westf. 1960
- Vorlesungen über Mechanik. Aschendorff, Münster/Westf. 1962
- Vorlesungen über Elektrodynamik. Aschendorff, Münster/Westf. 1955, 1956 und 1961

## Auszeichnungen (Auswahl)
- 1916: Eisernes Kreuz II. Klasse
- 1918: Bayerisches Militärverdienstkreuz III. Klasse
- 1918: Kriegsverdienstkreuz I. Klasse mit Schwertern

## Trivia
- 1919/1920 wurde Kratzer zum Privatassistenten von Arnold Sommerfeld, um ihm bei der Abfassung des Buches Atombau und Spektrallinien zu helfen. Sommerfeld brachte dafür Textpassagen mit, welche er mit Kratzer diskutierte.
- Eine weitere Anekdote zur Zusammenarbeit mit Sommerfeld ist überliefert. Kratzer erhielt von Sommerfeld die Aufgabe, ein Integral zu lösen, welches er nach drei Tagen mit dem Kommentar, dass dieses überhaupt nicht konvergiere, beendete. Sommerfeld aber antwortete: „Aber Sie sollten ja gar nicht die Konvergenz untersuchen, Sie sollten doch das Integral ausrechnen.“
- 1935 wird berichtet, dass Kratzer seine Vorlesung mit „Guten Tag“ beginnen durfte, wohingegen Fritz Micheel nach „Heil Hitler“-Rufen die Vorlesung beginnen „durfte“.

## Würdigung
Von 1957 bis zum Umbau 2000 war das Studentenhaus am Aasee der Universität Münster in „Adolf-Kratzer-Haus“ umbenannt. Anschließend wurde diese Benennung zurückgenommen und dafür die Mensa am Aasee in „Kratzers Ausbildungsküche“ umbenannt.